# Johnny Carson
John William "Johnny" Carson (23 tháng 10 năm 1925 - 23 tháng 1 năm 2005) là một  người dẫn chương trình truyền hình, diễn viên hài, nhà văn, nhà sản xuất, diễn viên điện ảnh, và nhạc sĩ người Mỹ. Ông nổi tiếng nhất với 30 năm làm người dẫn chương trình The Tonight Show Starring Johnny Carson (1962–1992). Carson giành được 6 giải Emmy, 1 giải Governor's Award, và một giải Peabody. 
Ông được giới thiệu vào Television Academy Hall of Fame năm 1987. Ông được trao tặng Huân chương Tự do Tổng thống năm 1992 và Kennedy Center Honor năm 1993.

### Công việc và cuộc sống
- Bart, Peter (ngày 18 tháng 5 năm 1992). "We Hardly Knew Ye". Los Angeles: Variety. {{Chú thích tạp chí}}: Chú thích magazine cần |magazine= (trợ giúp)
- Boulware, Jack (ngày 20 tháng 2 năm 2001). "Johnny Carson". Salon. Bản gốc lưu trữ ngày 13 tháng 10 năm 2007. Truy cập ngày 3 tháng 6 năm 2016.. Salon. Archived from the original Lưu trữ ngày 13 tháng 10 năm 2007 tại Wayback Machine on ngày 13 tháng 10 năm 2007.
- Bushkin, Henry (2013). Johnny Carson. Houghton Mifflin Harcourt. ISBN 978-0-544-21762-1.Johnny Carson. Houghton Mifflin Harcourt. ISBN 978-0-544-21762-1.
- Corkery, Paul (tháng 8 năm 1987). Carson: The Unauthorized Biography. Randt & Co. ISBN 0-942101-00-6.Carson: The Unauthorized Biography. Randt & Co. ISBN 0-942101-00-6.
- Cox, Stephen (ngày 15 tháng 8 năm 2002). Here's Johnny: Thirty Years of Americas Favorite Late Night Entertainer. Cumberland House Publishing. ISBN 1-58182-265-0.Here's Johnny: Thirty Years of Americas Favorite Late Night Entertainer. Cumberland House Publishing. ISBN 1-58182-265-0.
- De Cordova, Fred (ngày 15 tháng 3 năm 1988). Johnny Came Lately. Simon & Schuster. ISBN 0-671-55849-8.Johnny Came Lately. Simon & Schuster. ISBN 0-671-55849-8.
- Ephron, Nora (1968). And now here's Johnny!. Avon Books. OCLC 3302852.And now here's Johnny!. Avon Books. OCLC 3302852.
- Hise, James Van (1992). 40 Years at Night: the Story of the Tonight Show. Movie Publisher Services. ISBN 1-55698-308-5.Movie Publisher Services. ISBN 1-55698-308-5.
- Knutzen, Erik (ngày 21 tháng 5 năm 1992). Celebs Say Thanks, Johnny. Herald.Celebs Say Thanks, Johnny. Herald.
- Leamer, Laurence (ngày 29 tháng 3 năm 2005). King of the Night: The Life of Johnny Carson. Avon. ISBN 0-06-084099-4.King of the Night: The Life of Johnny Carson. Avon. ISBN 0-06-084099-4.
- McMahon, Ed (ngày 18 tháng 10 năm 2005). Here's Johnny!: My Memories of Johnny Carson, The Tonight Show, and 46 Years of Friendship. Thomas Nelson. ISBN 1-4016-0236-3.Here's Johnny!: My Memories of Johnny Carson, The Tonight Show, and 46 Years of Friendship. Thomas Nelson. ISBN 1-4016-0236-3.
- Smith, Ronald L. (tháng 10 năm 1987). Johnny Carson: An Unauthorized Biography. St. Martin's Press. ISBN 0-312-01051-6.Johnny Carson: An Unauthorized Biography. St. Martin's Press. ISBN 0-312-01051-6.
- Sweeney, Don (2005). Backstage at the Tonight Show, from Johnny Carson to Jay Leno. Taylor Trade Publishing. ISBN 978-1-58979-303-3.Backstage at the Tonight Show, from Johnny Carson to Jay Leno. Taylor Trade Publishing. ISBN 978-1-58979-303-3.
- Tennis, Craig (1980). Johnny Tonight: A Behind the Scenes Closeup of Johnny Carson & the Tonight Show. Pocket Books. ISBN 0-671-41451-8.Johnny Tonight: A Behind the Scenes Closeup of Johnny Carson & the Tonight Show. Pocket Books. ISBN 0-671-41451-8.
- Tynan, Kenneth (ngày 20 tháng 2 năm 1978). "Fifteen Years of the Salto Mortale". The New Yorker."Fifteen Years of the Salto Mortale". The New Yorker.
- Wilde, Larry (2000). The Great Comedians Talk About Comedy. Executive Books. ISBN 978-0-937539-51-4.The Great Comedians Talk About Comedy. Executive Books. ISBN 978-0-937539-51-4.
- Zoglin, Richard (ngày 16 tháng 3 năm 1992). And What A Reign It Was: In His 30 Years, Carson Was The Best. Time.And What A Reign It Was: In His 30 Years, Carson Was The Best. Time.

### Tuyển tập hài
- Carson, Johnny (1965). Happiness is a Dry Martini. Doubleday and Company. ISBN 1-199-39735-0.Happiness is a Dry Martini. Doubleday and Company. ISBN 1-199-39735-0.
- Carson, Johnny (1967). Misery is a blind date. Doubleday and Company. ASIN B002J1EG3A.Misery is a blind date. Doubleday and Company. ASIN B002J1EG3A.
- Johnny Carson Collection, Manuscript Division, Library of Congress, Washington, D.C.